# Линде, Ида
Ида Линде (швед. Ida Linde; род. 28 марта 1980, Умео) — шведская писательница, поэтесса и переводчица.
Выросла на севере Швеции, затем перебралась в Стокгольм, в настоящее время преподаёт литературное мастерство в университете Северной ассоциации на острове Бископс-Арнё. Дебютировала поэмой «Завещание Девочки-Машины» (швед. Maskinflickans testamente; 2006, русский перевод 2017), представляющей отношения юной девушки с мужским миром как отношения со смертью. Далее опубликовала сборник поэтических миниатюр «Книга счёта» (швед. Räkneboken; 2009) и четыре книги прозы: сборник рассказов «Стану другой, если тебя забуду» (швед. Om jag glömmer dig blir jag en annan; 2009), романы «Объяснение в любви» (швед. En kärleksförklaring; 2011) и «На север едут умирать» (швед. Norrut åker man för att dö; 2014), лирическую прозу «29 неотправленных писем» (швед. 29 oskickade brev; 2015). Наибольшую известность получил второй из романов, дорожная сага с криминальным уклоном, разворачивающаяся главным образом в родном для писательницы регионе Вестерботтен.
Перевела на шведский язык книгу Ингер Кристенсен «Алфавит».
Лауреат премий газеты «Афтонбладет» (2014) и литературного общества региона Норрланд (2015).